# Hoptillemetrobrug
De Hoptillemetrobrug (brug 9112) is een bouwkundig kunstwerk in Amsterdam-Zuidoost.

## Brug
Hier lag eeuwenlang niets anders dan agrarisch gebied en sinds 1843 de Rhijnspoorlijn. In 1966 begon gemeente Amsterdam met de voorbereiding van de plannen die zouden leiden tot de aanleg van de verhoogde spoorlijn en westtak van de Oostlijn; het zou nog tot 1970 duren voordat er gebouwd zou gaan worden. Vanaf dan wordt de omgeving aangepast aan de komst van de trein en metro. Op 26 maart 1976 werd de verhoogde spoorbaan aan de oostkant van de oude laag gelegen baan  volledig in gebruik genomen. In 1977 volgden testritten met de metrostellen en op 16 oktober 1977 werd de Oostlijn in gebruik genomen al was het richting stad nog maar tot metrostation Weesperplein.
De ontwerpers van dienst Sier van Rhijn en Ben Spängberg van de Dienst der Publieke Werken ontwierpen het metrostation Bullewijk, dat lijkt op de andere stations aan deze lijn. Het metrostation kent twee in- en uitgangen (noordelijk en zuidelijk eind). Brug 9112 (op tekening brug 112S) overspant en vormt de noordelijke in- en uitgang. Vanuit het viaduct leidt de “slurf” naar het perron. De overspanningen droegen vanaf het begin niet alleen de metrosporen, maar ook de spoorrails van Spoorlijn Amsterdam-Utrecht, toen op het baanvak tussen Station Amsterdam Bijlmer en Station Abcoude; de spoorrails lagen aan de buitenzijden van de metroviaducten, de metrosporen centraal. Het viaduct werd pas in de jaren tachtig aangesloten op de onderliggende verkeersstromen. Minstens tot 1983 was de ruimte ten noordoosten van het station een kale vlakte.
De Hoptillemetrobrug(gen) bestaat/bestaan uit twee betonnen bakken, waarop per richting trein en metro konden rijden, gescheiden door een open ruimte. Later, rond 2004, werden die twee metrobruggen aan beide zijden weer geflankeerd door twee spoorbruggen in verband met de verdubbeling van het spoor tussen Amsterdam en Utrecht. 
De metro- en spoorviaducten danken sinds 2017 hun naam aan de straat en wijk Hoptille, vernoemd naar een brug in het Friese Hilaard.

## Kunst
Tussen de twee originele betonnen bakken zijn twee kunstwerken te zien: 
- titelloze kleurvlakken van een onbekende kunstenaar
- belettering van het station naar een typografie van René Knip, gebakken door Koninklijke Tichelaar Makkum